# Miss Brasil 1994
Miss Brasil 1994 ou Mulher Brasil 94 (como foi designado o concurso aquele ano) foi a 40ª edição do tradicional concurso de beleza feminina de Miss Brasil, cujo objetivo foi selecionar a representante brasileira no Miss Universo 1994. Realizado pelo empresário Paulo Max, sob o apoio e patrocínio da FEBRACOS (Federação Brasileira de Colunistas Sociais), a competição contou com a participação de vinte e sete (27) candidatas representando todas as unidades federativas brasileiras. O evento teve seu ápice no dia 11 de abril daquele ano na casa de espetáculos "Boate Ribalta", com a presença da Miss Universo 1963, Ieda Maria Vargas que coroou a grande vencedora, a paulista Valéria Péris.

## Resultados

### Colocações
| Posição                 | Estado & Candidata |
| ----------------------- | --- |
| Vencedora               | - São Paulo - Valéria Péris |
| 2º. Lugar               | - Santa Catarina - Fabiana Fontanella |
| 3º. Lugar               | - Minas Gerais - Débora Azevêdo |
| 4º. Lugar               | - Rio de Janeiro - Patrícia Assumpção |
| 5º. Lugar               | - Bahia - Isacarla Maciel Petri |
| (TOP 12) Semifinalistas | - Amapá - Cristiane dos Santos - Amazonas - Cristiane da Silva - Mato Grosso do Sul - Flávia Pimenta - Pará - Tatiana Selbmann - Paraíba - Humberlena Albuquerque - Rio Grande do Sul - Tatiane Possebom - Tocantins - Mariana Quites |

### Prêmio Especial
O concurso deu apenas um título especial este ano:
| Posição        | Estado & Candidata          |
| -------------- | --------------------------- |
| Miss Fotogenia | - São Paulo - Valéria Péris |

### Ordem dos Anúncios
| 1. Rio Grande do Sul 2. Tocantins 3. Bahia 4. Amapá 5. Minas Gerais 6. Santa Catarina 7. São Paulo 8. Amazonas 9. Paraíba 10. Pará 11. Rio de Janeiro 12. Mato Grosso do Sul | 1. Bahia 2. Minas Gerais 3. Rio de Janeiro 4. São Paulo 5. Santa Catarina |  |  |

## Candidatas
Disputaram o título este ano: 
| - Acre - Ana Sílvia Soares Schychof - Alagoas - Adriana Amaral Coelho - Amapá - Cristiane dos Santos - Amazonas - Cristiane Valéria dos Santos Nascimento - Bahia - Isacarla Maciel Petri - Brasília - Karen Crissiani Diesel Gonçalves - Ceará - Synara Oliveira Barroso - Espírito Santo - Carla Amorim Bunjes - Goiás - Camila Lordello de Melo - Maranhão - Taís Priscila Rodrigues da Silva - Mato Grosso - Cláudia Sirlene de Almeida - Mato Grosso do Sul - Flávia Roberta Lopes Pimenta - Minas Gerais - Débora Patrícia Azevêdo Forlin - Pará - Tatiana Raquel Selbmann | - Paraíba - Humberlena de Albuquerque Chacon - Paraná - Tatiana Ceratti - Pernambuco - Núbia Rejane Santana - Piauí - Anaci Pereira da Silva - Rio de Janeiro - Patrícia Leal Assumpção - Rio Grande do Norte - Vanessa de Souza Gurgel - Rio Grande do Sul - Tatiane Possebom - Rondônia - Ana Karina Lopes Costa - Roraima - Milena Pereira da Silva Lago - Santa Catarina - Fabiana Fontanella - São Paulo - Valéria Melo Peris - Sergipe - Cleide Jane Teixeira - Tocantins - Marina Pereira Lima Quites |